# بلاستيك لوجيك

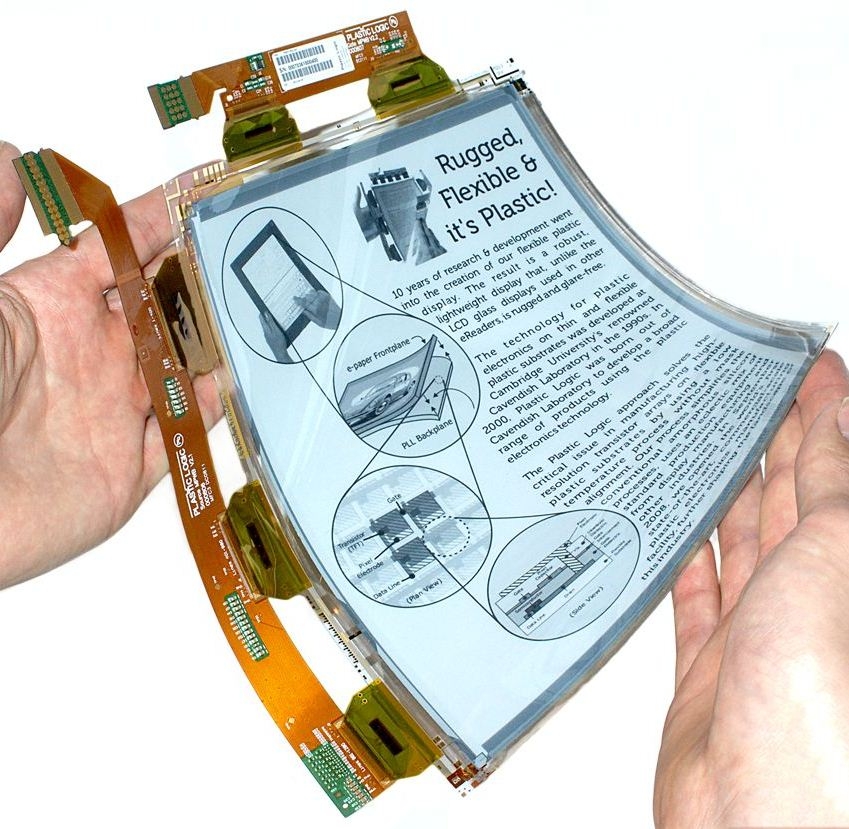
شاشة عرض من شركة بلاستيك لوجيك

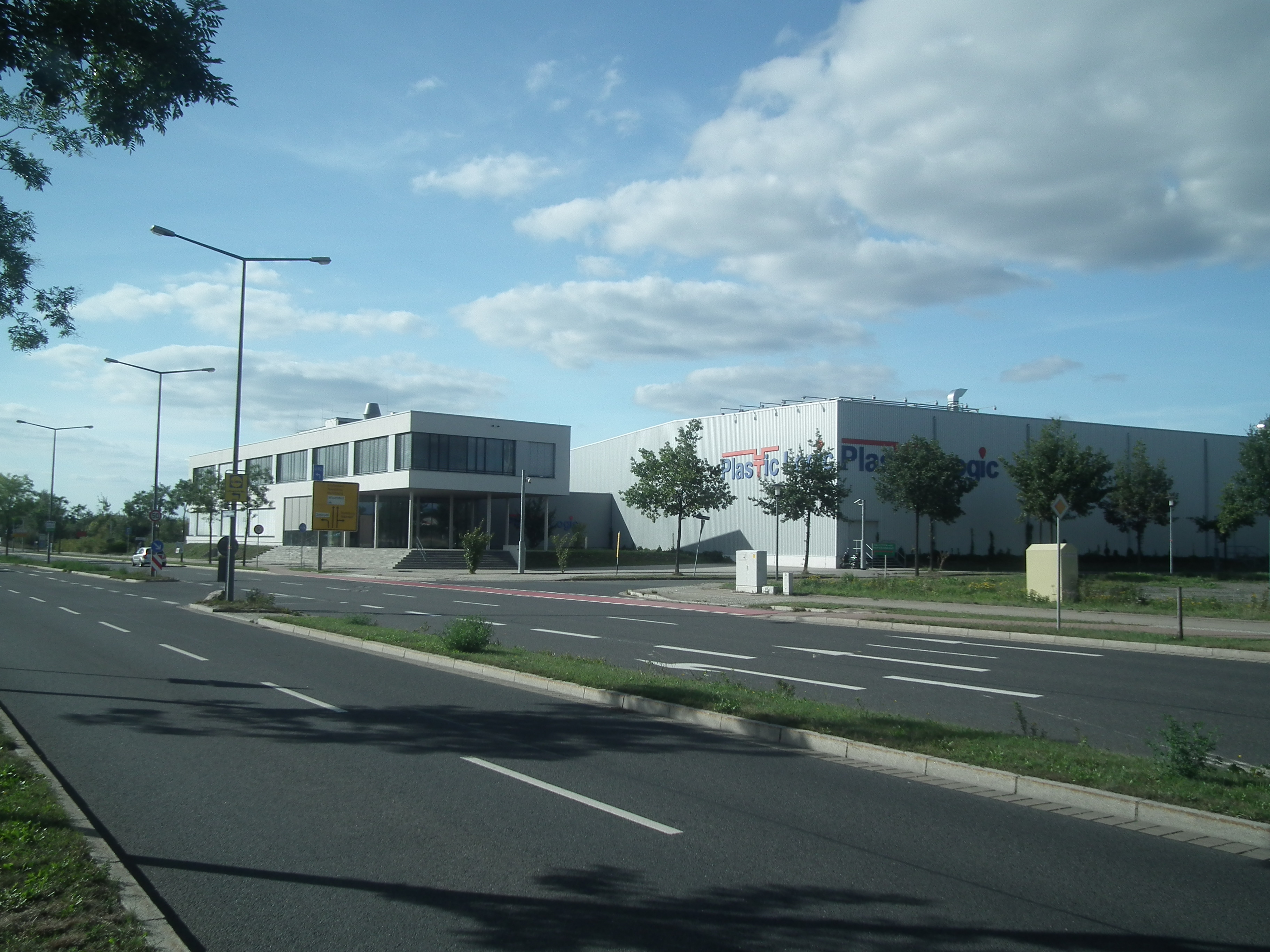
مقر شركة بلاستيك لوجيك في درسدن ألمانيا

بلاستيك لوجيك هي شركة ألمانية تقوم بتطوير وتصنيع شاشات الورق الالكتروني بالاعتماد على تقنية شرائح الترانزستور العضوية النحيفة «OTFT»  ويقع مقرها الرئيس في درسدن بألمانيا.